# Benzyle
Pour l’article homonyme, voir benzile.

Structure du groupe benzyle. Le toluène correspond à R=H.

Le terme benzyle désigne le groupe fonctionnel aromatique de formule brute C6H5-CH2-R. Ce groupe fait partie de la famille des aryles et est un dérivé du toluène par perte d'un atome d'hydrogène. Il est souvent désigné par la formule Ph-CH2- ou le symbole Bn. Toutefois le symbole Bn est aussi utilisé parfois pour désigner le benzylidène et ne doit pas être confondu avec le symbole Bz qui renvoie au groupe benzoyle.
Le terme benzyle peut aussi désigner l'ion ou le radical dérivé du toluène, dans lequel le méthylène porte respectivement une charge ou un électron non apparié.
Ce groupe hydrophobe se retrouve dans de nombreux composés organiques. Exemples : l'alcool benzylique (qui peut être représenté par BnOH) et la phénylalanine, qui est un acide aminé.

## Nomenclature

Composé du benzyle (où R peut être un hétéroatome ou un groupe alkyle, aryle, allyle), radical benzyle, benzylamine, bromure de benzyle, chloroformiate de benzyle et benzyle-méthyle-éther.

Le terme benzyle est encore accepté dans la nomenclature de l'UICPA. Le cycle aromatique peut être substitué par d'autres groupes fonctionnels.

## Groupe protecteur
En synthèse chimique, le substituant benzyle est parfois utilisé comme groupe protecteur pour protéger des fonctions alcool, phénol ou carboxyle.

Par exemple, un alcool réagit  avec le bromure de benzyle. La déprotection peut se faire par hydrogénation. L'intérêt de ce groupe protecteur est sa grande résistance à de nombreuses réactions.